# Спомен-парк „17. фебруар” у Бојнику
Спомен парк „17. фебруар” у Бојнику је споменик жртвама из Другог светског рата, подигнут на месту дешавања трагичног догађаја 17. фебруара 1942. године, када је стрељано преко 500 житеља Бојника и околине.
Овај догађај је одмазда за изненадни напад партизанских јединица на бугарску окупаторску војску у Бојнику 15. фебруара 1942. године. Након потврде од стране немачких сарадника да у Бојнику нема партизана, Бугарска војска се сместила у две школе, млину, у кафанама и околним кућама. У рано јутро, 15. фебруара, партизанске јединице напале су готово стотину пута јаче бугарске војне јединице. Зато је 17. и 18. фебруара извршена одмазда са свом свирепошћу и окрутношћу, масакр над недужним становницима Бојника и Драговца. Међу њима су већином невине жртве биле жене, деца и стари људи. Споменик жртвама постављен је тек 1984. године. Висине је 2,30m и дело је архитекте Небојше Деље.
Општина Бојник сваке године „17. Фебруар” обележава пригодним програмом. Организује се литија грађана заједно са припадницима Војске Србије и свештенством Српске православне цркве од зграде општине до спомен парка. Свештенство Српске православне цркве служи парастос невиним жртвама, након чега се чита „Повеља живих”.